# Eumida arctica
Eumida arctica är en ringmaskart som först beskrevs av Annenkova 1946.  Eumida arctica ingår i släktet Eumida och familjen Phyllodocidae. Arten är reproducerande i Sverige. Inga underarter finns listade i Catalogue of Life.